# Ancognatha veliae
Ancognatha veliae är en skalbaggsart som beskrevs av Pardo-locarno, Gonzalez och Montoya-lerma 2006. Ancognatha veliae ingår i släktet Ancognatha och familjen Dynastidae. Inga underarter finns listade i Catalogue of Life.